# Ace (groupe)
Pour les articles homonymes, voir Ace.
Ace était un groupe de pub rock britannique formé en 1972 et ayant connu le succès dans les années 1970. Le groupe est à l'origine de la carrière de Paul Carrack et est connu notamment, pour le tube How Long qui a atteint la troisième place des charts américains en 1975.

## Membres
- Paul Carrack : clavier et chant ;
- Alan « Bam » King : guitare et chant ;
- Fran Byrne : batterie ;
- Phil Harris : guitare et chant ;
- Terry « Tex » Comer : basse ;
- Steve Witherington : batterie.

## Discographie

### Albums
| Année | Album            | US  | CAN |
| ----- | ---------------- | --- | --- |
| 1974  | Five-A-Side      | 11  | 16  |
| 1975  | Time For Another | 153 | —   |
| 1977  | No Strings       | 170 | —   |

### Compilations
- Six-A-Side - 1982
- How Long: The Best Of Ace - 1987
- The Very Best Of Ace - 1993
- The Best Of Ace (Varèse) - 2003

### Singles
| Année | Titre                        | US | CAN | UK |
| ----- | ---------------------------- | -- | --- | -- |
| 1974  | How Long                     | 3  | 3   | 20 |
| 1975  | I Ain't Gonna Stand For This | —  | —   | —  |
| 1975  | Rock & Roll Runaway          | 71 | —   | —  |
| 1975  | No Future In Your Eyes       | —  | —   | —  |
| 1977  | You're All That I Need       | —  | —   | —  |
| 1977  | Found Out The Hard Way       | —  | —   | —  |